# Горная выработка
Горная выработка — искусственная полость, сделанная в недрах земли или на поверхности. созданная в результате ведения горных работ и представляющая собой полость в массиве с целью выполнения ее функционального назначения и сохранение в течение определенного срока времени.
Термин используется в геологии, горнодобывающей промышленности, строительстве и др.
Подземные горные выработки, независимо от наличия непосредственного выхода на поверхность, имеют замкнутый контур поперечного сечения. Выработки, расположенные на поверхности земли имеют незамкнутый контур поперечного сечения (канава, траншея). 
В горнодобывающей промышленности в зависимости от назначения, различают горные выработки разведочные и эксплуатационные. Первые используют для поисков и разведки месторождений полезных ископаемых, вторые — для разработки месторождений, то есть для извлечения полезных ископаемых из недр. Эксплуатационные выработки, в свою очередь, в зависимости от назначения разделяются на вскрывающие, подготавливающие и очистные. 
Вскрывающие выработки служат для вскрытия шахтного поля.
Подготовительные выработки сооружаются для подготовки шахтного поля к разработке.
В очистных выработках непосредственно ведется добыча полезных ископаемых в промышленных масштабах.
В зависимости от того, по каким породам пройдены выработки, они разделяются на пластовые и полевые. Первые проводятся по пласту полезного ископаемого, вторые по пустым породам.
В зависимости от соотношения между площадью поперечного сечения выработки и её продольным разрезом, различают выработки протяжённые и объёмные. В зависимости от положения в пространстве, протяжённые горные выработки разделяются на горизонтальные, наклонные и вертикальные.

## Подземные горные выработки
Вертикальные горные выработки:
- Фурнель
- Ствол
- Шурф
- Слепой ствол
- Рудоспуск
- Гезенк

Горизонтальные горные выработки:
- Штольня
- Тоннель
- Штрек
- Квершлаг
- Орт
- Просек

Наклонные горные выработки:
- Наклонный ствол
- Наклонный шурф
- Бремсберг
- Уклон
- Скат
- Ходок
- Печь

Прочие горные выработки:
- Лава
- Сбойка
- Камера
- Ниша
- Рудоспуск
- Скважина
- Шпур
- Дучка

## Открытые горные выработки
- Карьер
- Траншея
- Полутраншея
- Канава
- Колодец
- Разрез

## Формы поперечного сечения горных выработок
Форма поперечного сечения горизонтальных выработок устанавливается в соответствии с физико-механическими свойствами пород и состояния пород, по которым они проводятся, величины и направления горного давления, срока службы и принятой конструкции крепи.
Если выработку не крепят, ей придаётся форма поперечного пересечения, которая приближается к форме свода естественного равновесия.

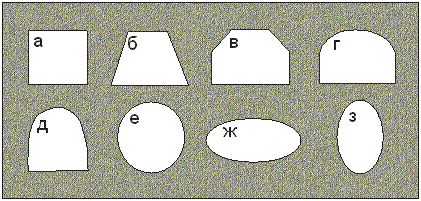
Формы поперечного сечения подземных горных выработок.

Прямоугольная форма (а) чаще всего используется при отсутствии бокового давления пород и в тех случаях, когда выработки крепятся деревянной, штанговой (анкерной) или смешанной крепью (бетонные стенки и перекрытия из металлических балок).
Трапециевидная сечение воспринимает как вертикальное, так и боковое давление. При этой форме выработки обычно крепят деревом, металлом, сборным железобетоном (б). Распространено при проведении нарезных выработок.
Полигональная форма принимается в том случае, когда выработки крепят железобетоном, реже — для усиления трапециевидной деревянной крепи (в).
Сводчатую форму применяют при каменной или бетонной крепи. При этом свод бывает трехцентровый (коробовый) и полуциркульный с прямолинейными или криволинейными стенами (г).
Арочное сечение используется при наличии вертикального и бокового давления горных пород (д). Обычно выработки крепятся металлическими арками разных конструкций.
Круглая форма наиболее подходит при наличии всестороннего давления (е). В этом случае выработки крепят сборными железобетонными элементами, бетоном или металлическим креплением. Углеспускные скважины могут вообще не крепиться. Если один из компонентов горного давления значительно больше других, используется эллипсоидное сечение (ж, з).